# Polskie Połączone Kursy Czerwonych Dowódców Armii Czerwonej
Polskie Połączone Kursy Czerwonych Dowódców Armii Czerwonej (właściwie Polskie Połączone Kursy Czerwonych Dowódców Robotniczo-Włościańskiej Czerwonej Armii) – zostały zorganizowane w 1918 w Rosji, pogrążonej wówczas w wojnie domowej (1917–1921).
Prowadzone przy Zachodniej Dywizji Strzelców w celu szkolenia kadr wojskowych polskich rewolucjonistów. Komisarzem kursów był Bolesław Korfeld. Po zajęciu Mińska przez armię polską podczas wojny, kursy w sierpniu 1919 zostały przeniesione do Smoleńska, gdzie w styczniu 1921 na polecenie dowództwa Armii Czerwonej zostały przekształcone w trzyletnią szkołę wojskową im. Czerwonych Komunardów, której komisarzem został Korfeld. Miały własny sztandar z napisami w języku polskim oraz wizerunkiem czapki z czerwonoarmijną gwiazdą i dwóch skrzyżowanych mieczy.